# Mr. Wonderful (Fleetwood Mac)
Mr. Wonderful è il secondo album del gruppo rock dei Fleetwood Mac, pubblicato nel 1968.

## Tracce
Lato A
1. Stop Messin' Round – 2:19 (Clifford George Adams, Peter Allen Green)
2. I've Lost My Baby – 4:15 (Jeremy Spencer)
3. Rollin' Man – 2:52 (Clifford George Adams, Peter Allen Green)
4. Dust My Broom – 2:51 (Robert Johnson)
5. Love That Burns – 5:02 (Clifford George Adams, Peter Allen Green)
6. Doctor Brown – 3:43 (Bep Brown)

Durata totale: 21:02
Lato B
1. Need Your Love Tonight – 3:26 (Jeremy Spencer)
2. If You Be My Baby – 3:51 (Clifford George Adams, Peter Allen Green)
3. Evenin' Boogie – 2:39 (Jeremy Spencer)
4. Lazy Poker Blues – 2:34 (Clifford George Adams, Peter Allen Green)
5. Coming Home – 2:38 (Elmore James)
6. Trying so Hard to Forget – 4:45 (Clifford George Adams, Peter Allen Green)

Durata totale: 19:53
Edizione CD del 2004, pubblicato dalla Blue Horizon Records (90002-2)
1. Stop Messin' Round – 2:34 (Clifford George Adams, Peter Allen Green)
2. I've Lost My Baby – 4:16 (Jeremy Spencer)
3. Rollin' Man – 2:52 (Clifford George Adams, Peter Allen Green)
4. Dust My Broom – 2:51 (Elmore James, Robert Johnson)
5. Love That Burns – 5:02 (Clifford George Adams, Peter Allen Green)
6. Doctor Brown – 3:43 (Wayman Glasco)
7. Need Your Love Tonight – 3:26 (Jeremy Spencer)
8. If You Be My Baby – 3:51 (Clifford George Adams, Peter Allen Green)
9. Evenin' Boogie – 2:39 (Jeremy Spencer)
10. Lazy Poker Blues – 2:34 (Clifford George Adams, Peter Allen Green)
11. Coming Home – 2:38 (Elmore James)
12. Trying so Hard to Forget – 4:45 (Clifford George Adams, Peter Allen Green)
13. Stop Messin' Round – 4:32 (Clifford George Adams, Peter Allen Green) – Bonus track - Take 1 (Previously Unissued/False Start), Take 2 (Previously Unissued/False Start), Take 3 (Previously Unissued/Incomplete)
14. Stop Messin' Round – 2:47 (Clifford George Adams, Peter Allen Green) – Bonus track - Take 5 - Master Single Version/Remix
15. I Held My Baby Last Night – 4:26 (Elmore James, Jules Taub) – Bonus track - Previously Unissued
16. Mystery Boogie – 2:51 (Jeremy Spencer) – Bonus track - Previously Unissued

Durata totale: 55:47

## Formazione
- Peter Green - voce, chitarra
- Jeremy Spencer - voce, chitarra slide, pianoforte
- John McVie - basso
- Mick Fleetwood - batteria

Musicisti aggiunti
- Christine Perfect - pianoforte
- Steve Gregory - sassofono alto
- Dave Howard - sassofono alto
- Johnny Almond - sassofono tenore
- Roland Vaughan - sassofono tenore
- Duster Bennett - armonica[1]